# ラジオミセス
ラジオミセス Radiomyces は、接合菌類ケカビ目に属するカビの1群。小胞子嚢を、膨らんだ柄の表面に多数つける。さらにその頂嚢は、柄の先端の第1次頂嚢から放射状に多数出る。また、接合胞子嚢の形態が独特である。

## 特徴
この属には3つの種のみが知られる。最初に知られたのは R. spectabilis Embree (1959) であるので、これに基づいて説明する。
腐生菌であり、通常の培地でよく成長する。菌糸の成長は速く、約5日でシャーレの縁に達し、次第にシャーレの内部空間いっぱいにまで育つ。全体に淡い色だが、胞子嚢柄の付近は褐色を帯びる。
菌糸はよく枝分かれし、内部には液胞が多い。次第にあちこちで隔壁を生じる。気中菌糸を多数伸ばし、また匍匐菌糸を発達させる。
匍匐菌糸は10mm以上にも伸びて、その先端は基質について仮根を形成し、また仮根と対をなして胞子嚢柄を立てる。胞子嚢柄は高さ0.1-1mm、普通は分枝をしないが、まれに枝分かれを持つ。その先端は丸く膨らんだ頂嚢となり、さらにその表面からは多数の枝を放射状に出し、その先端が膨らんで、その膨らんだ部分が胞子形成部となる。胞子形成部の少し下に１つの隔壁を生じる。最初の頂嚢は径5-50μ、胞子形成部は径9-27μ。
胞子形成部の脹らみの表面には、一面に小突起を生じ、その上に球形の小胞子嚢をつける。小胞子嚢は径5-7μで、3-16個の胞子嚢胞子を含み、その表面は一面に棘に覆われる。この棘には、石灰質が含まれている。胞子嚢胞子は細長くて、長さは3-5μ。
小胞子嚢は、乾燥した状態で成熟し、空気の動きによって個々にはずれることが確かめられている。また、小胞子嚢の壁が壊れて内部の胞子嚢胞子が出るのは、小胞子嚢壁が湿った時である。
自家和合生で、単独の株も接合胞子嚢を生じる。接合胞子嚢の柄は対面する菌糸からまっすぐに向き合った形の柄の間に作られるという、ケカビなどと同じ、H字型に形成される。接合胞子嚢は球形で褐色だが、表面はなめらか。ただし、両側の接合胞子嚢柄から多数の突起が出て、それが枝分かれしながら接合胞子嚢の表面を緩やかに覆う。

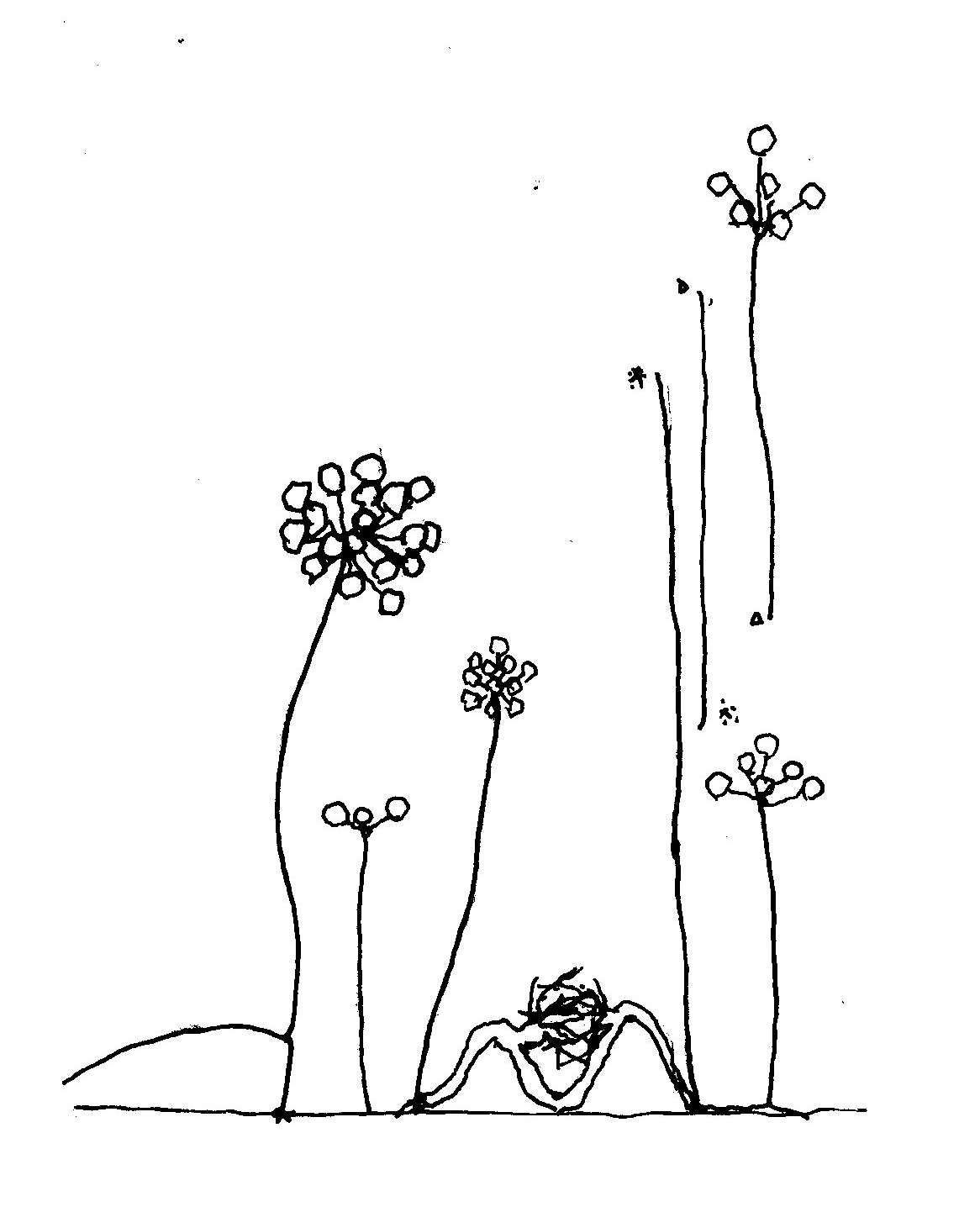
Radiomyces spectabilis・全体の様子
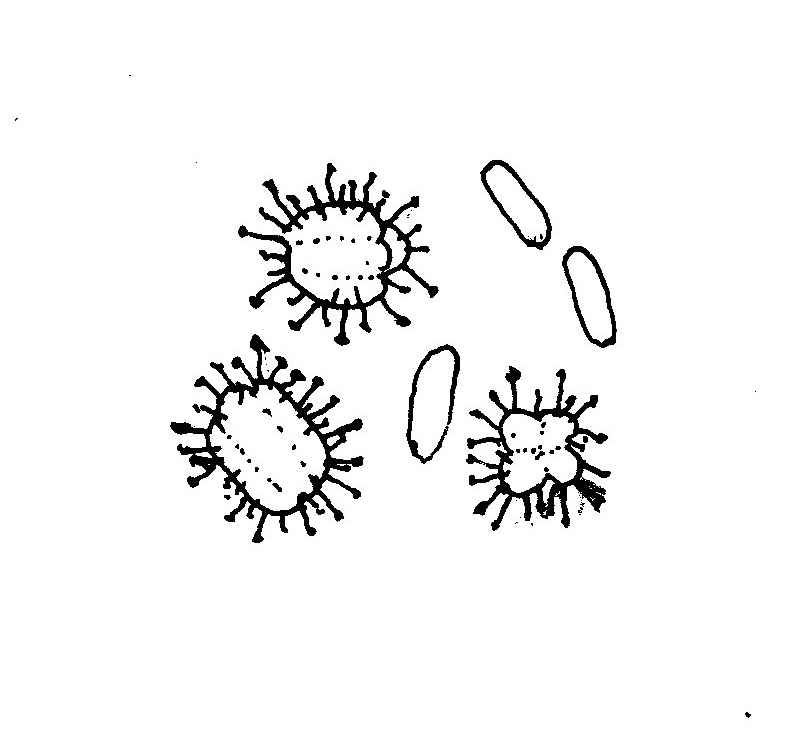
同・小胞子嚢と胞子嚢胞子
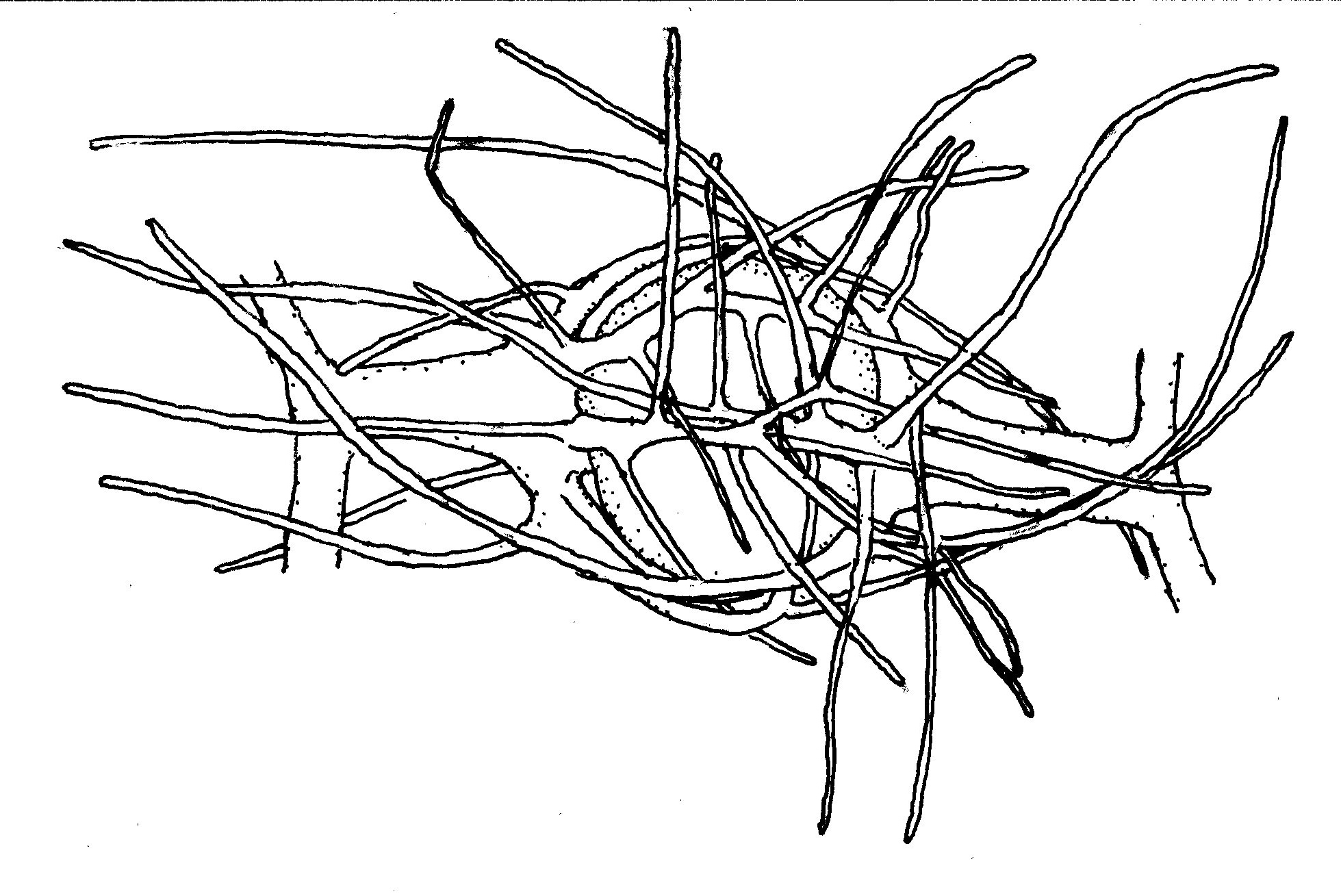
R. embreei・接合胞子嚢の様子

### 分類
本属には他に以下の2種がある。
- R. embreei R. K. Benjamin：小胞子嚢は単胞子で、胞子形成部の脹らみが細長い形をしている。
- R. mexicana Benny & Benjamin：小胞子嚢は単胞子で、胞子形成部は細長くない。また、接合胞子嚢に１つの大きな油滴を含む。

## 分布と生育環境
R. spectabillisは、最初はカリフォルニアのトカゲの糞から発見され、その後、メキシコやインドで、トカゲやネズミの糞から分離されている。R. embreeiはやはりアメリカ南部のトカゲ、ネズミ、カエルなどの糞から、R. mwxicana はメキシコでやはり糞から見つかっている。いずれにせよ、温暖な地域の糞から発見されている点では共通している。ただし、どの種も発見の記録はごく少ない。

## 分類上の位置
このカビの姿は独特ではあるが、個々の特徴は他に例のないものではない。たとえば小胞子嚢を頂嚢表面に形成する例はクスダマカビやコウガイケカビなどの例があるし、その表面に棘が並ぶのはクスダマカビと共通する。匍匐菌糸を出し、胞子嚢柄と仮根を対生するのも、クモノスカビなどと同じである。また、有性生殖器官では基本的形態はケカビと同じであり、なめらかな表面の接合胞子嚢はカラクサケカビなど、枝分かれした突起がそれを覆う例もヒゲカビなどがある。しかし、それらの組み合わせとしては、他に類例がない
この属を最初に記載したエンブレーは、これをエダケカビ科に位置づけた。これは、その当時、ケカビ類で小胞子嚢を持つものはこの科に含めるのが普通であったことによる。ただし、彼もその扱いに納得してのことではなく、特に接合胞子嚢の特異性に言及し、おそらく独自の群をなすものとの判断もあった上で、それに関わる菌群の研究が不十分であることから、より詳しいことがわかるまでは判断を待ちたいとの態度であった。
この属が独立の科と認められたのは1974年（Hesseltine & Ellis による）で、この類の科の細分の歴史では早いほうである。この論文中で著者らはこの属とヘッセルチネラHesseltinellaをこの科の元に置いたが、この科の独立させるべき理由について特に議論はしておらず、Embreeらの論を引いた上で、これがそれ以外のケカビ目のどの科にも属させられないのは「明らか」とのみ述べている。
ケカビ目の他の群では、クスダマカビが比較的類似している。このカビは胞子嚢柄先端の頂嚢の表面に多数の単胞子性の小胞子嚢をつけること、小胞子嚢の表面に一面に棘を生じることなどでは共通するが、胞子嚢柄の分枝がこのカビのような綺麗なパターンを持たないこと、また胞子形成部の下に隔壁を生じないことなどで異なる。また、有性生殖ではクスダマカビのそれは典型的なケカビ型であり、はっきりと異なっている。他に、ヘッセルチネラは、直立する胞子嚢柄から出る柄の先端に頂嚢を作り、その上に表面に棘を持つ小胞子嚢を一つだけ生じる。この属はクスダマカビ科とする説もあったが、ラジオミセス科とする方が多かった。
ただしこのような形態に基づく分類は、分子系統の情報によって大きく見直されることとなった。その結果、この属と単系統をなすとされた属としてあげられたのはサクセネアとApophysomycesであった。前者は独特のフラスコ状の胞子嚢を形成するもので、後者はユミケカビ属に似たもの(シノニムとされることもある)であり、いずれも大きな胞子嚢のみを形成するもので小胞子嚢は形成せず、形態的には大きな乖離がある。そのため、たとえばCannon & Kirk(2007)ではこれら3属をラジオミセス科としてまとめ、その特徴としては共通するのは匍匐菌糸と仮根状菌糸を持つことのみで、それ以外は3属の特徴を列記する（たとえば「胞子嚢柄の先端には胞子嚢または小胞子嚢をつけ」と言った具合）形を取っている。
さらにHoffmann et al.(2013)ではこれら3属にあわせてヒゲカビ属 Phycomyces とタケハリカビ属 Spinellus が全体で1つのクレードをなし、本属はその一番基盤から分岐したことになっている。彼らはヒゲカビ属とタケハリカビ属をヒゲカビ科 Phycomycetaceae、サクセネア属と Apophysomyces をサクセネア科 Saksenaeaceae とし、本属は単独でラジオミケス科 Radiomicetaceae とする扱いをしている。